# Michal Šmarda
Michal Šmarda (ur. 6 czerwca 1975 w m. Nové Město na Moravě) – czeski polityk i samorządowiec, w latach 2021–2024 przewodniczący czeskich socjaldemokratów.

## Życiorys
W 1993 ukończył szkołę średnią im. Vincenca Makovský'ego w miejscowości Nové Město na Moravě. Pracował następnie w mediach oraz jako konsultant w sprawach organizacyjnych i politycznych. W 1993 wstąpił do Czeskiej Partii Socjaldemokratycznej, pracował w jej sztabie przy kilku kampaniach wyborczych. Od 1998 do 2014 zatrudniony jako asystent jej parlamentarzystów, m.in. Dagmar Zvěřinovej. Kilkukrotnie bezskutecznie startował do parlamentu. Również kilkukrotnie bez powodzenia kandydował do rady rodzinnego miasta (mandat uzyskał w 2006 po rezygnacji radnego i odmowie przyjęcia go przez trzy kolejne osoby). W 2010 został wybrany do miejskiego samorządu, a w listopadzie objął stanowisko burmistrza. W 2012 bez powodzenia kandydował do rady kraju Wysoczyna (mandat sprawował w okresie od września do października 2016 w miejsce Petra Krčála). W marcu 2019 wybrano go na wiceprzewodniczącego ČSSD, pełnił tę funkcję do kwietnia 2021.
W maju 2019 minister kultury Antonín Staněk podał się do dymisji. Władze partii rekomendowały Michala Šmardę na jego następcę. Prezydent Miloš Zeman odmawiał jednak przyjęcia rezygnacji, uznając wysuniętego kandydata za niekompetentnego i niedostatecznie wykształconego. Ostatecznie 31 lipca prezydent zaakceptował dymisję, zapowiedział również zaprzysiężenie ministra w sierpniu. Pod koniec lipca wiceminister René Schreier został wyznaczony na tymczasowego kierownika resortu. Socjaldemokraci nadal domagali się nominacji dla swojego wiceprzewodniczącego, sygnalizując gotowość do opuszczenia rządu. W sierpniu Andrej Babiš ostatecznie odrzucił jego kandydaturę (ostatecznie stanowisko to objął Lubomír Zaorálek).
W wyborach w 2021 socjaldemokraci nie przekroczyli progu do Izby Poselskiej. W grudniu tegoż roku Michal Šmarda został wybrany na nowego przewodniczącego partii. W 2023 kierowana przez niego formacja zmieniła nazwę na Sociální demokracie. W 2024 ponownie wybrany na radnego regionalnego. W październiku tegoż roku na funkcji przewodniczącego partii zastąpiła go Jana Maláčová.

## Życie prywatne
Od 2006 żonaty z Lenką, ma troje dzieci.